# Nakayama (Yamagata)
Nakayama (中山町 Nakayama-machi?) es un pueblo localizado en la prefectura de Yamagata, Japón. En junio de 2019 tenía una población de 10.833 habitantes y una densidad de población de 348 personas por km². Su área total es de 31,15 km².

## Geografía

### Municipios circundantes
- Prefectura de Yamagata
  - Yamagata
  - Tendō
  - Ōe
  - Yamanobe
  - Sagae

## Demografía
Según datos del censo japonés, la población de Nakayama se ha mantenido estable en los últimos años.
| Año del censo | Población |
| ------------- | --------- |
| 1995          | 12.390    |
| 2000          | 12.573    |
| 2005          | 12.523    |
| 2010          | 12.015    |
| 2015          | 11.363    |